# Histoire de l'Épire du Nord de 1913 à 1921
Vous lisez un « article de qualité » labellisé en 2010.

L'Épire, une région à cheval sur la Grèce et l'Albanie. Sur cette carte on peut voir l'extension approximative de l'Épire antique (en gris), de l'actuelle préfecture grecque d'Épire (en orange), de la partie habitée majoritairement par des « Grecs albanais » (en vert) et les limites de l'« Épire du Nord » en pointillés. Gjirokastër (Argyrókastro) et Korçë (Korytsá) sont les deux principales villes de l'Épire du Nord.

L’histoire de l'Épire du Nord de 1913 à 1921 est marquée par la volonté d'énosis, autrement dit de réunion à l’État national grec, de la minorité grecque présente dans cette région du sud de l'Albanie et par le désir irrédentiste du royaume hellène de l'annexer.
Pendant la Première Guerre balkanique, l’Épire du Nord, qui abrite une importante communauté orthodoxe de langues hellène et/ou albanaise, est occupée en même temps que l'Épire du Sud par l’armée grecque, victorieuse sur les Ottomans. Athènes souhaite annexer ces territoires. Cependant, l’Italie et l’Autriche-Hongrie s’y opposent et le traité de Florence de 1913 confie l'Épire du Nord à la toute nouvelle principauté d’Albanie, de population majoritairement musulmane. L’armée grecque évacue donc la région mais les Épirotes chrétiens rejettent la décision internationale et décident de former, avec le soutien tacite de la Grèce, un gouvernement autonome à Argyrókastro (Gjirokastër).
Face à l’instabilité de l’Albanie, l’autonomie de l’Épire du Nord est finalement confirmée par les grandes puissances par la signature du protocole de Corfou du 17 mai 1914. L’accord reconnaît en effet les spécificités des Épirotes et leur droit d’avoir leur propre administration et leur propre gouvernement sous la souveraineté de l’Albanie. Malgré tout, l’accord n’est jamais réellement mis en œuvre parce que le gouvernement albanais s’effondre en août et que le prince Guillaume de Wied, élu souverain du pays en février, retourne en Allemagne en septembre.
Peu après l’éclatement de la Première Guerre mondiale, en octobre 1914, le royaume de Grèce réoccupe donc la région. Cependant, l’attitude ambiguë d’Athènes face aux puissances centrales durant la Grande guerre pousse la France et l’Italie à envahir à leur tour l’Épire en septembre 1916. À la fin du premier conflit mondial, cependant, l'accord Tittoni-Venizélos prévoit le rattachement de la région à la Grèce. Le changement de gouvernement à Rome et les difficultés militaires de la Grèce face à la Turquie de Mustafa Kemal profitent toutefois à l’Albanie, qui reçoit finalement la région le 9 novembre 1920.

## Population de la région

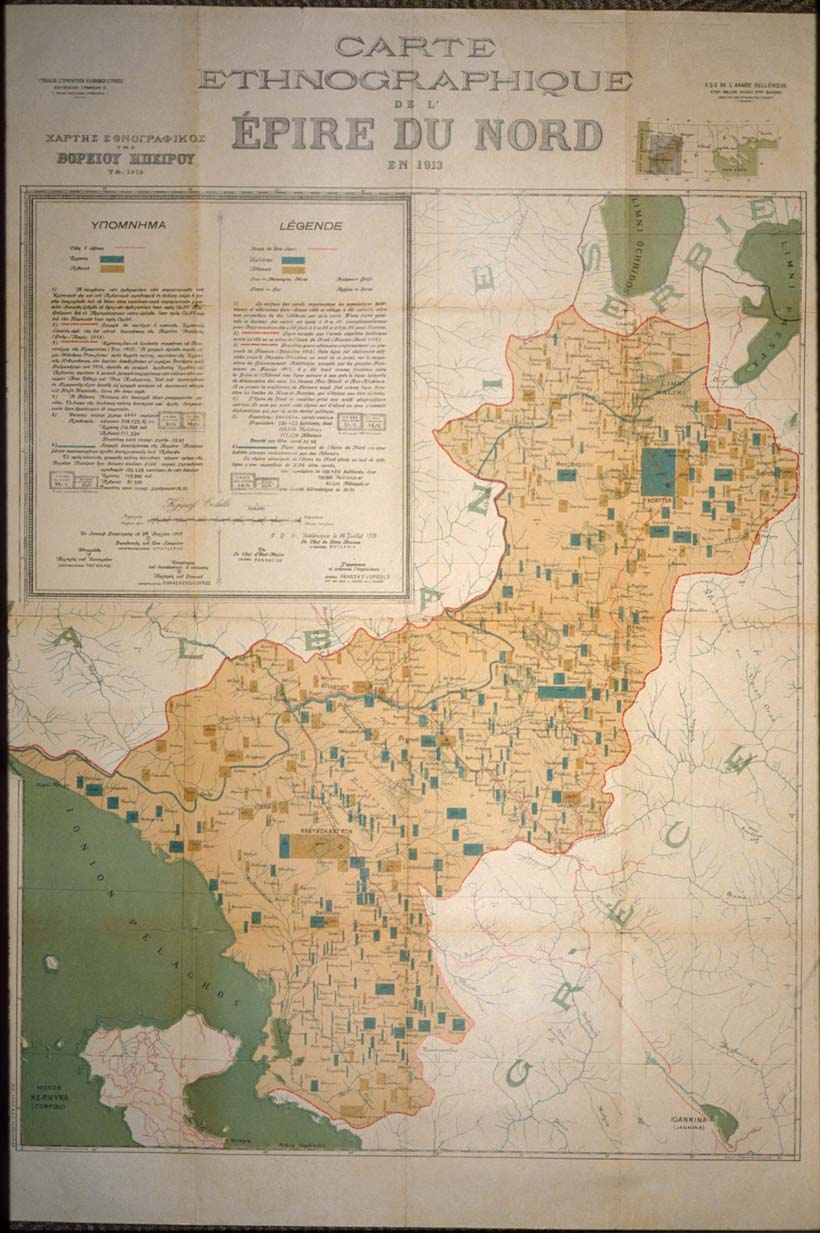
Carte ethnographique de l'Épire du Nord en 1913 présentée par la Grèce à la Conférence de paix de Paris (1919).

Le dernier recensement organisé en Épire du Nord par les Ottomans en 1908 décompte 128 000 sujets orthodoxes et 95 000 autres musulmans. Parmi les chrétiens, 30 000 à 47 000 parlent exclusivement le grec moderne. Le reste de la communauté est bilingue. Sa langue vernaculaire est un dialecte albanais mais son alphabétisation s'est faite en grec, langue aussi utilisée dans les activités culturelles, commerciales et économiques. De plus, une partie des orthodoxes albanophones exprime un très fort sentiment national grec et ce sont eux qui soutiennent les premiers le mouvement autonomiste épirote.
Dans la région, l’opposition entre populations musulmanes et chrétiennes est traditionnelle. En septembre 1906, des nationalistes musulmans assassinent le métropolite orthodoxe Photios de Korytsá, en l'accusant d'être un agent du panhellénisme. En agissant ainsi, ils créent un malaise entre les communautés, auquel même les nationalistes chrétiens albanais de la diaspora n'ont pas échappé. Dans ce contexte, le soutien des Épirotes orthodoxes à un gouvernement albanais exclusivement dirigé par des leaders musulmans (d'ailleurs opposés les uns aux autres) est donc loin de faire l'unanimité en 1914.

## L'Épire dans les Guerres balkaniques

### La Grèce envahit l'Épire

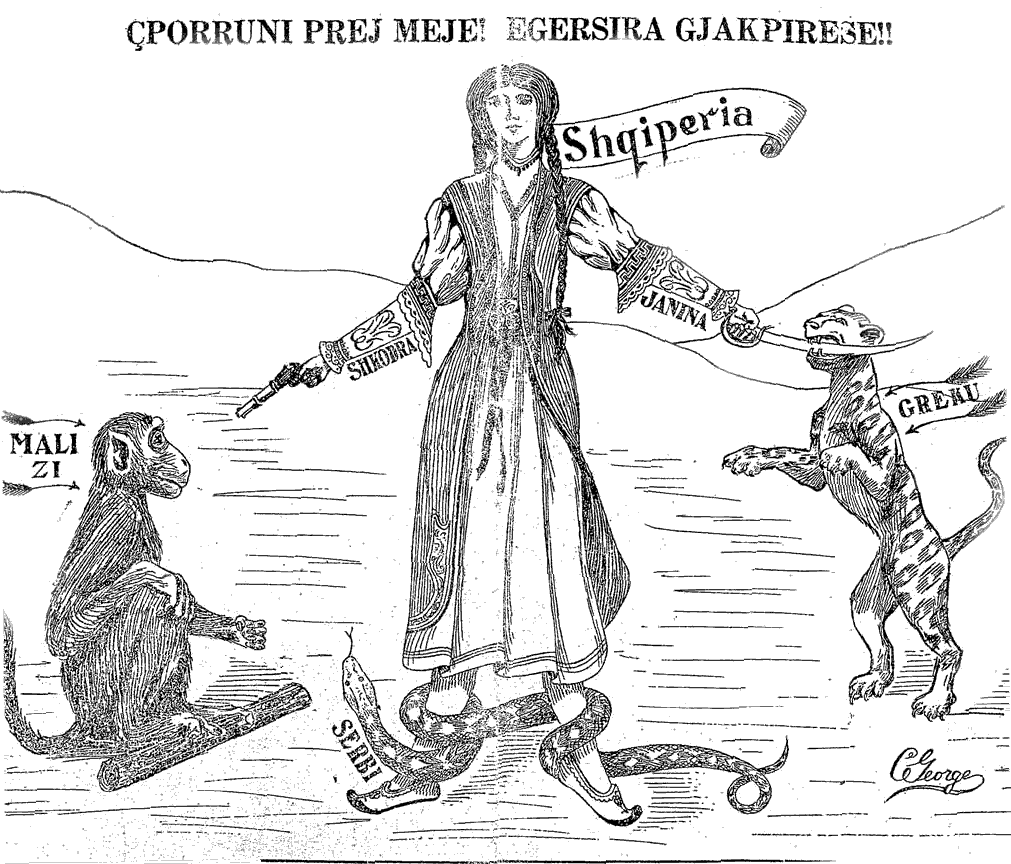
Caricature albanaise montrant le pays se défendant contre ses voisins. Le Monténégro est représenté sous les traits d’un singe, la Grèce sous ceux d’un léopard et la Serbie sous ceux d’un serpent. Le texte en albanais dit : « Éloignez-vous de moi ! Bêtes suceuses de sang ! ».

En mars 1913, l’armée grecque, en guerre contre l’Empire ottoman dans le cadre du premier conflit balkanique, fait une brèche dans les fortifications turques d'Épire à la bataille de Bizani, puis conquiert la ville de Ioannina avant de se diriger plus au nord. Quelques mois auparavant, le 5 novembre 1912, la ville d’Himara, sur la mer Ionienne, est passée sous domination grecque après qu’un natif de la région, l’officier de gendarmerie Spyros Spyromilios, y a débarqué et s’en est emparé après une courte bataille. À la fin de la guerre, les forces hellènes contrôlent la majeure partie de l’Épire historique, atteignant une ligne allant des montagnes cérauniennes, au-dessus d’Himara, jusqu’au lac Prespa, plus à l’est.
Dans le même temps, la nation albanaise se réveille. Le 28 novembre 1912, l’homme politique Ismail Qemali proclame l’indépendance de l’Albanie à Vlora tandis qu’un gouvernement provisoire est formé. Celui-ci ne parvient cependant à s’imposer que dans la région de Vlora : à Durazzo (actuelle Durrës), le général ottoman Essad Pacha forme un « Sénat central albanais » et les chefs de tribus continuent à soutenir l’idée d’un gouvernement ottoman. En fait, la majeure partie de ce qui va former par la suite l’État albanais est occupée par la Grèce (au sud) et la Serbie (au nord).

### Délimitation de la frontière gréco-albanaise

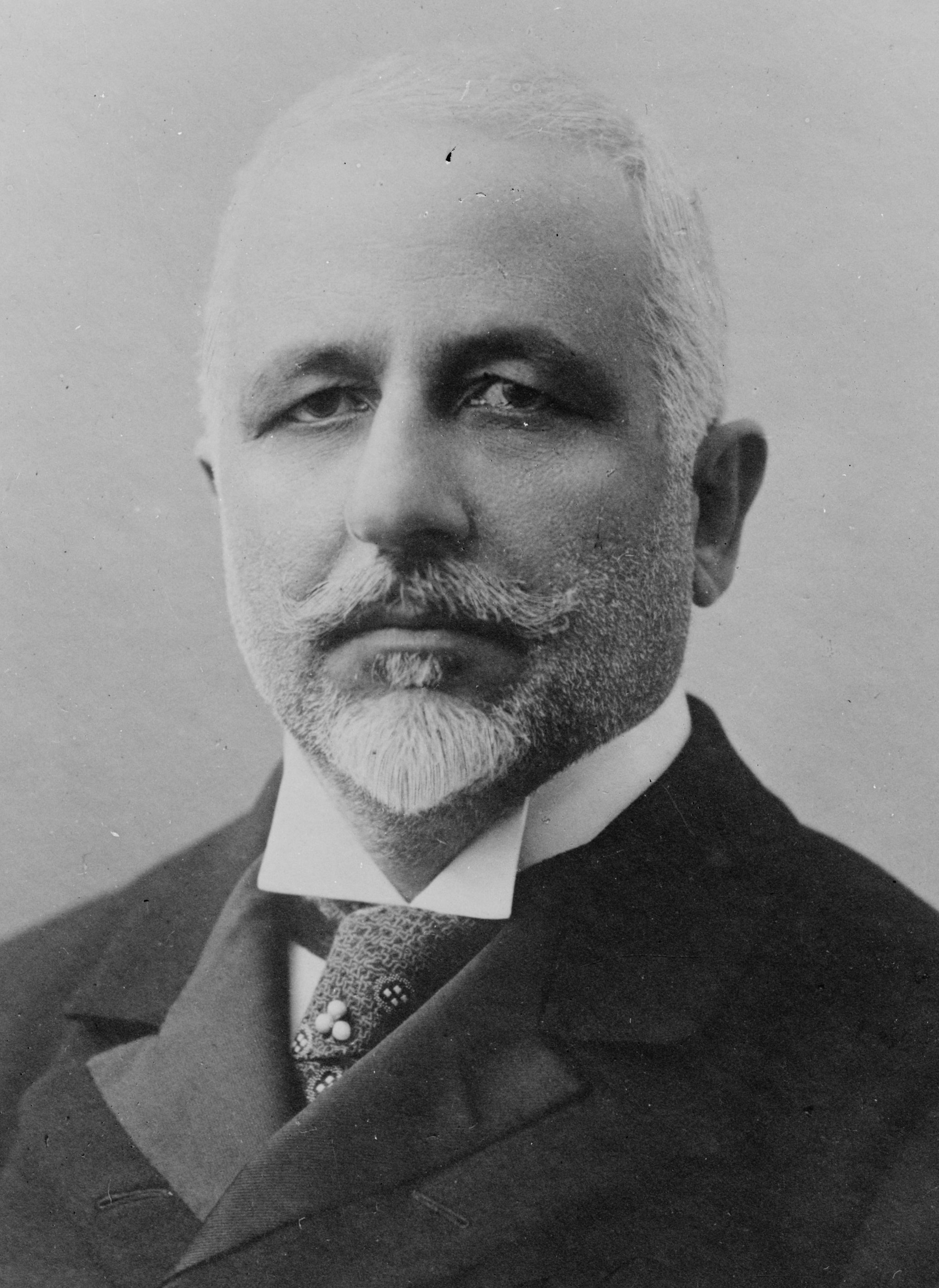
Le ministre italien Tommaso Tittoni, partisan d'une Épire du Nord albanaise.

Après la Première Guerre balkanique, l’idée d’un État albanais indépendant est soutenue par les grandes puissances européennes, et surtout par l’Autriche-Hongrie et l’Italie. Mais ces deux pays cherchent en réalité à contrôler l’Albanie qui, selon les mots du ministre des Affaires étrangères italien Tommaso Tittoni, donnerait à celui qui la possède une « incontestable suprématie sur l’Adriatique ». L’annexion de Shkodër par la Serbie et la possibilité que la frontière grecque passe à quelques kilomètres seulement de Vlora déplaisent donc fortement à ces puissances,.
En septembre 1913, une commission internationale est mise en place afin de délimiter la frontière entre la Grèce et l’Albanie. Placée sous l'égide des grandes puissances, cette commission ne tarde pas à être divisée entre délégués italiens et austro-hongrois d’une part, et délégués de la Triple-Entente (France, Royaume-Uni et Russie) d’autre part. Les premiers considèrent en effet les habitants de la région comme albanais, tandis que les seconds objectent que même si, dans certains villages, les vieilles générations sont albanophones, l’intégralité de la jeune génération est grecque par sa culture, ses sentiments et ses aspirations. C’est finalement la vision italo-austro-hongroise qui finit par avoir gain de cause.

### Protocole de Florence

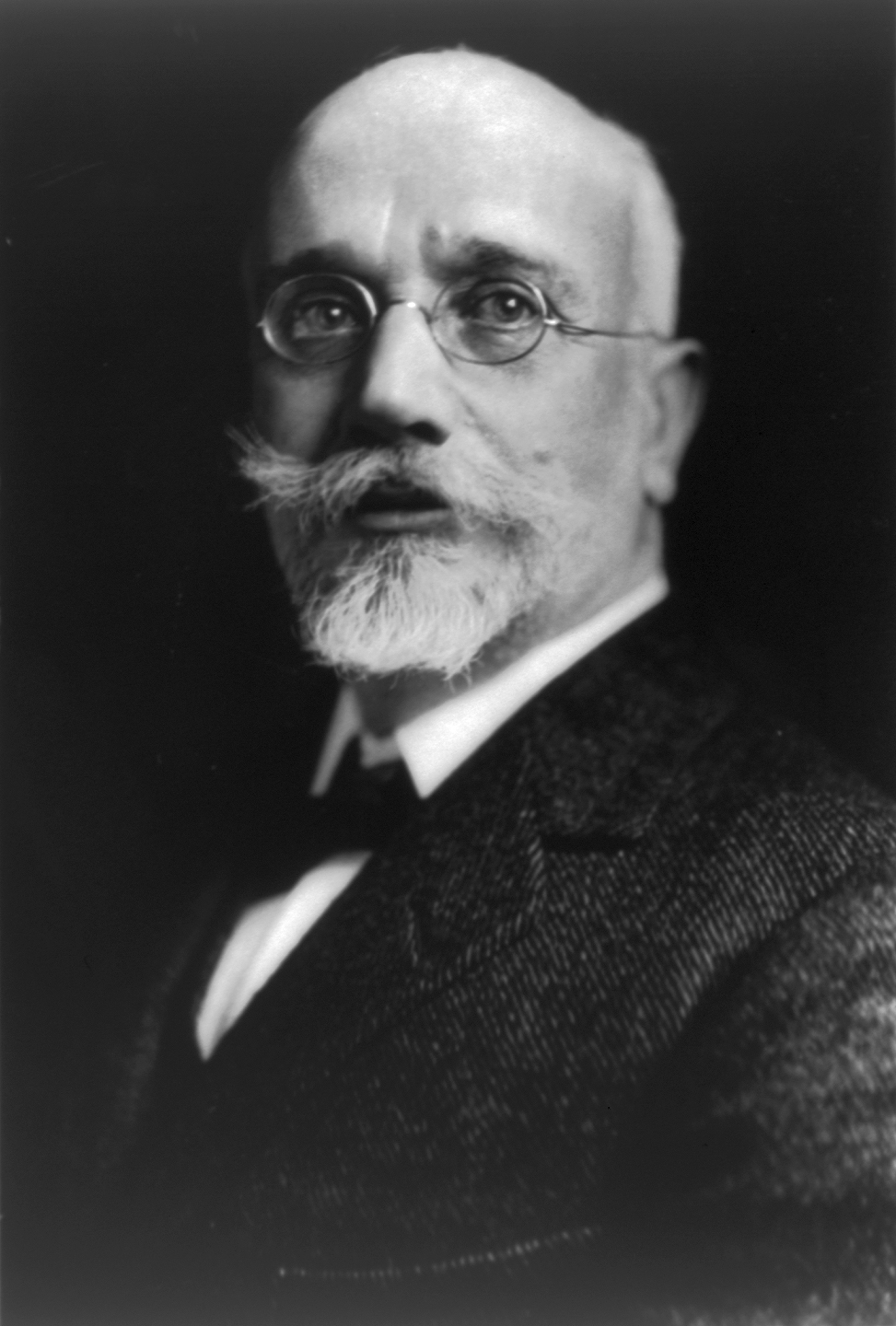
Le Premier ministre grec Elefthérios Venizélos.

Malgré les protestations officielles d'Athènes, le protocole de Florence du 17 décembre 1913 attribue la possession de l'intégralité de l’Épire du Nord à la principauté d’Albanie. Après la signature du texte, les représentants des grandes puissances délivrent donc une note au gouvernement grec lui demandant d'évacuer militairement la région. Le Premier ministre grec Elefthérios Venizélos accède alors à cette demande, dans l’espoir de se gagner les bonnes grâces des puissances et d’obtenir leur soutien dans la question de la souveraineté des îles du Nord de la mer Égée que lui conteste l'Empire ottoman,.

## Les conséquences du protocole de Florence

### L'Épire du Nord déclare son indépendance
La cession de l’Épire du Nord à l’Albanie se révèle rapidement très impopulaire parmi les chrétiens de la région. Les partisans de l’énosis (autrement dit de la réunion du territoire au royaume hellène) se sentent trahis par le gouvernement d’Elefthérios Venizélos, parce qu’il refuse de les soutenir par les armes. Bien plus, le retrait progressif de l’armée grecque de la région risque de permettre aux forces albanaises de prendre le contrôle de l’Épire du Nord. Afin d’éviter cette éventualité, les irrédentistes épirotes décident de mettre en avant leur propre identité et de créer un gouvernement autonome,.

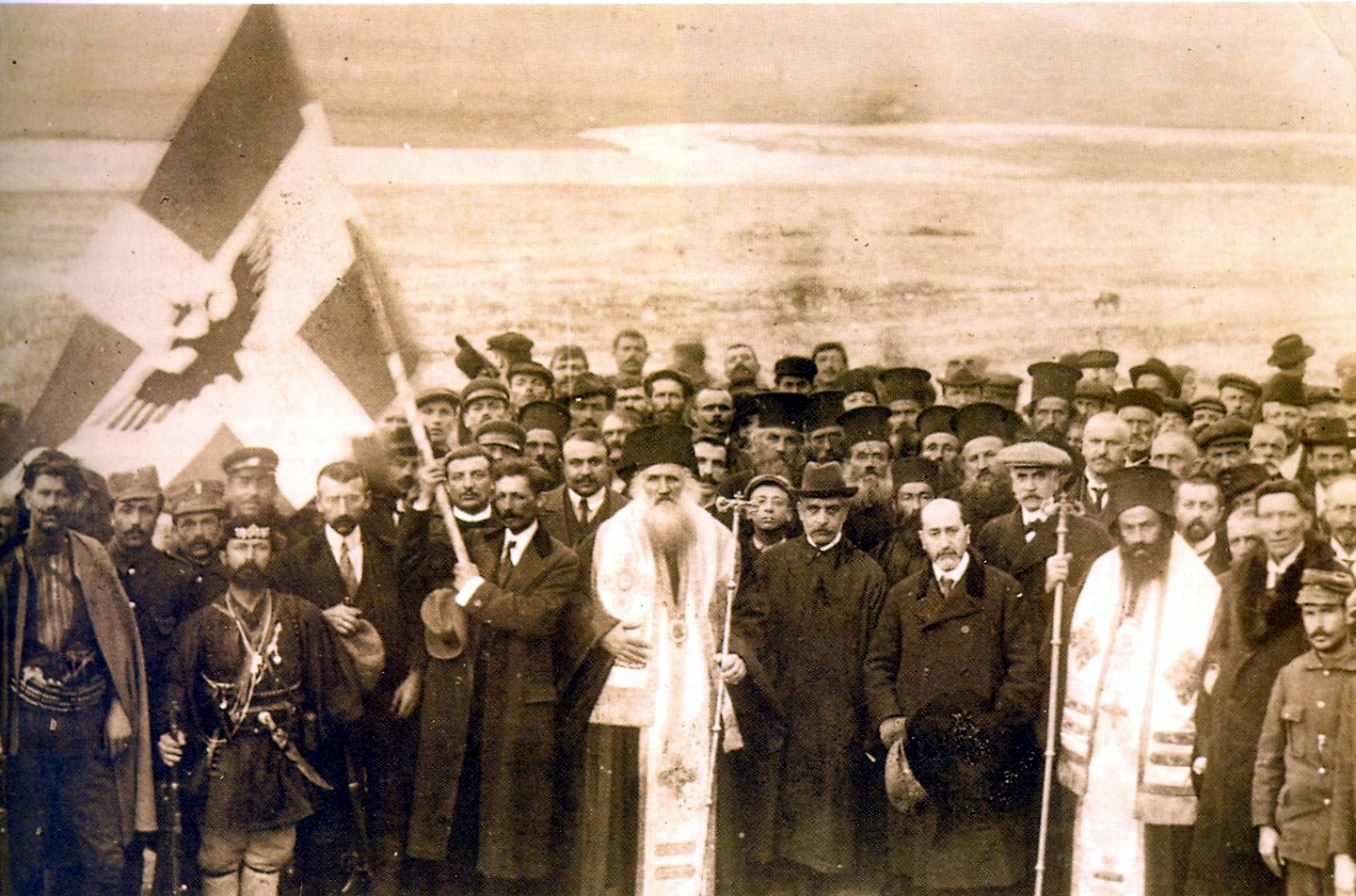
Photographie prise lors de la déclaration d’indépendance officielle de l’Épire du Nord, le 1 mars 1914. Le président Geórgios Christákis-Zográfos, des membres du gouvernement, du clergé et du personnel militaire et civil local apparaissent au premier plan.

Geórgios Christákis-Zográfos, un homme politique originaire de Lunxhëri et ancien ministre grec des Affaires étrangères, prend alors l'initiative et entreprend des pourparlers avec les représentants des populations de la région dans un « conseil pan-épirote ». Par la suite, une République autonome d’Épire du Nord est proclamée le 28 février 1914 à Argyrókastro et un gouvernement provisoire est formé pour soutenir les objectifs du nouvel État,.
Geórgios Christákis-Zográfos devient alors lui-même président du gouvernement provisoire. Dans son discours du 2 mars (date de l'indépendance officielle de l'Épire), il explique que les aspirations nationales des Épirotes ont été totalement ignorées et que les grandes puissances ont non seulement rejeté la possibilité d’une autonomie à l’intérieur de la principauté d’Albanie mais ont également refusé de donner à la population de la région des garanties pour ses droits les plus fondamentaux. Pourtant, l’homme politique conclut que les Épirotes refusent d'accepter le destin que leur ont imposé les puissances :
« Du fait des droits inaliénables de chaque peuple, le désir des grandes puissances de créer, pour l’Albanie, un titre valable et respecté destiné à dominer notre terre et nous soumettre est impuissant face aux fondamentaux de la justice divine et humaine. La Grèce n’a pas non plus le droit de poursuivre son occupation de notre territoire simplement pour nous trahir contre notre volonté devant un tyran étranger.
Libre de tout lien, incapable de vivre unie à l’Albanie dans ces conditions, l’Épire du Nord proclame son indépendance et appelle ses citoyens à mettre en œuvre tous les sacrifices nécessaires pour défendre l’intégrité de son territoire et ses libertés contre toutes les attaques, et cela d’où qu’elles viennent ».

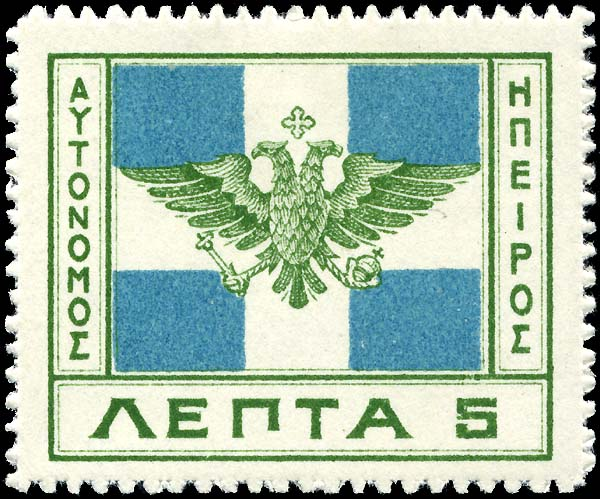
Timbre épirote arborant le drapeau national (1914).

Le nouvel État ne tarde pas à se doter de symboles nationaux. Le drapeau qu’il se choisit est une variante de l'étendard grec : il est composé d’une croix blanche sur fond bleu frappée d’un aigle à deux têtes byzantin de couleur noire.
Les jours suivant la proclamation d’indépendance, Aléxandros Karapános, un neveu de Zográfos futur député d’Arta (en Grèce), est nommé ministre des Affaires étrangères de la république. Le colonel Dimítrios Doúlis, originaire de Nivice, démissionne de l’armée grecque pour devenir ministre des Affaires militaires en Épire. Très rapidement, il parvient à mobiliser une armée constituée de 5 000 volontaires. L’évêque local, monseigneur Basil, prend en charge le ministère de la Religion et de la Justice. Une trentaine d’officiers grecs d’origine épirote ainsi que de simples soldats désertent l’armée hellène pour rejoindre les révolutionnaires. Bientôt, des groupes armés, comme le bataillon sacré de Spyros Spyromilios établi dans la région d’Himara, se mettent en place dans le but de repousser toute incursion dans le territoire de la république autonome. Les premiers districts à rejoindre le gouvernement épirote en dehors d’Argyrókastro sont ceux d’Himara, Aghioi Saranta et Përmet.

### La Grèce évacue la région

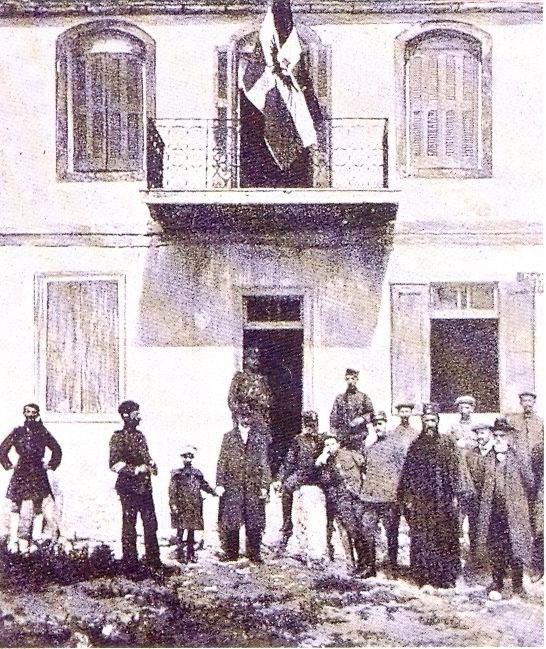
Le quartier général épirote à Aghioi Saranta (actuelle Saranda), en avril 1914. Photographie parue dans L'Illustration.

Craignant de mécontenter les grandes puissances, le gouvernement grec se montre peu enclin à soutenir les insurgés. L’évacuation des troupes hellènes, commencée en mars, se poursuit donc lentement jusqu’au 28 avril, date à laquelle il ne reste plus de soldats étrangers sur le territoire. Officiellement, Athènes décourage aux Épirotes toute forme de résistance et assure à la population que les grandes puissances et la Commission de contrôle internationale (une organisation créée par les puissances pour assurer la paix et la sécurité dans la région) sont prêtes à garantir ses droits. À la suite de la déclaration d’Argyrókastro, Geórgios Christákis-Zográfos envoie pourtant un message aux représentants locaux de Korytsá pour qu’ils rejoignent eux aussi le mouvement. Cependant, le commandant militaire grec de la ville, le colonel Kontoulis, suit scrupuleusement les ordres de sa hiérarchie et déclare la loi martiale, menaçant d’abattre toute personne qui brandirait le drapeau de l’Épire du Nord. Ainsi, lorsque l’évêque de Kolonjë, le futur Spyridon Ier d'Athènes, proclame l’autonomie, Kontoulis le fait immédiatement arrêter puis expulser,.
Le 1er mars, Kontoulis transmet le pouvoir à la toute nouvelle gendarmerie albanaise, constituée principalement d’anciens déserteurs de l’armée ottomane placés sous le commandement d’officiers hollandais et autrichiens. Le 9 mars, la marine grecque organise par ailleurs un blocus sur le port d'Aghioi Saranta, qui est l’une des premières cités à avoir rejoint le mouvement autonomiste. On dénombre en outre plusieurs incidents sporadiques entre des unités de l’armée grecque et des insurgés épirotes, faisant à chaque fois quelques victimes de part et d’autre.

### Entre négociations et conflit armé
Alors que les troupes grecques se retirent de la région, un conflit armé éclate entre les forces albanaises loyalistes et les autonomistes épirotes. Dans les régions d’Himara, d'Aghioi Saranta, d’Argyrókastro et de Dhelvinion, l’insurrection se développe dès les jours suivant la déclaration d’indépendance et les forces autonomistes parviennent à arrêter la gendarmerie et les unités irrégulières albanaises,. Mais, conscient que les grandes puissances ne sont pas prêtes à accepter l’annexion de l’Épire du Nord par la Grèce, Geórgios Christákis-Zográfos suggère trois solutions diplomatiques pour régler le conflit :
- l’autonomie complète de l’Épire sous la souveraineté nominale d’un prince albanais ;
- une autonomie administrative et cantonale sur le modèle suisse ;
- un contrôle et une administration directs par les grandes puissances européennes[23].

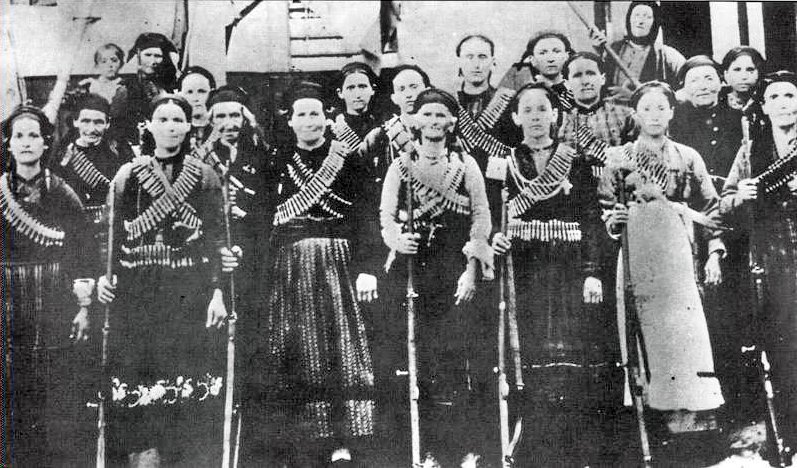
Un groupe de femmes épirotes armées dans la région d’Argyrókastro, en août 1914.

Quelques jours plus tard, le 11 mars, un règlement provisoire du conflit est négocié par le colonel néerlandais Thomson à Corfou. Le pouvoir albanais se montre prêt à accepter l’existence d’un gouvernement autonomiste aux pouvoirs limités, mais le représentant épirote Aléxandros Karapános exige d’obtenir un statut d’autonomie complète, ce que refusent les délégués du gouvernement de Durazzo. Par conséquent, les négociations s’enlisent,. Dans le même temps, des bandes épirotes entrent à Ersekë avant de se diriger vers Frashër et Korytsá.
À ce moment-là, la quasi-totalité du territoire revendiqué par les insurgés (moins Korytsá) est entre les mains du gouvernement autonomiste. Le 22 mars, un bataillon sacré originaire de Bilisht atteint les environs de Korytsá et rejoint la guérilla locale avant d’engager de violents combats de rue dans la ville. Pendant plusieurs jours, les unités autonomistes parviennent à prendre le contrôle de la cité mais des renforts albanais se présentent devant la ville le 27 mars et Korytsá repasse sous le contrôle de la gendarmerie albanaise,.
Dans le même temps, la Commission de contrôle internationale décide d’intervenir dans le conflit dans le but d’arrêter l’escalade de la violence et l’extension du conflit armé. Le 6 mai, la Commission contacte donc Geórgios Christákis-Zográfos dans le but d’entamer des négociations sur une nouvelle base. L’homme politique accepte la proposition et un armistice est mis au point le jour suivant. Mais, quand le cessez-le-feu entre en vigueur, les forces nord-épirotes ont déjà occupé les hauteurs dominant Korytsá, rendant ainsi la reddition de la garnison albanaise de la ville imminente.

## De la reconnaissance de l'autonomie à la guerre civile albanaise

### Le protocole de Corfou

Geórgios Christákis-Zográfos, chef du gouvernement épirote.

De nouvelles négociations sont alors organisées à Corfou. Le 17 mai 1914, les représentants albanais et épirotes y signent un accord connu sous le nom de protocole de Corfou. Selon ce traité, les provinces de Korytsá et d’Argyrókastro, qui constituent l’Épire du Nord, doivent acquérir une autonomie complète (en tant que « corpus separatum ») sous la souveraineté nominale du prince Guillaume de Wied,. Le gouvernement albanais doit y nommer et y démettre les gouverneurs et les hauts fonctionnaires, mais en prenant en compte autant que possible la volonté des habitants de la région. D’autres codicilles du traité impliquent le recrutement proportionnel des Épirotes dans la gendarmerie locale et la restriction de la conscription aux personnes originaires de la région. Dans les écoles orthodoxes, la langue grecque doit être la seule en usage, sauf durant les trois premières années d’études où l'albanais est obligatoire. Dans les affaires publiques, les deux langues sont par contre placées à égalité, y compris dans le domaine de la justice et des conseils électoraux. Enfin, les privilèges concédés à la ville d'Himara par les Ottomans doivent être renouvelés et un étranger doit y être nommé au poste de « capitaine » (c’est-à-dire de gouverneur) pendant dix ans.
Le protocole est finalement ratifié par les représentants des grandes puissances à Athènes le 18 juin et par le gouvernement albanais le 23 juin. Une assemblée de délégués épirotes réunie à Dhelvinion l’approuve également, malgré les protestations des représentants d’Himara, qui considèrent que seule l’énosis est une solution viable pour l’Épire du Nord. Le 8 juillet, les villes de Tepelen et de Korytsá passent alors sous le contrôle du gouvernement autonome.

### L'instabilité de l'Albanie et le retour de la Grèce
Peu après le déclenchement de la Première Guerre mondiale, l’Albanie connaît une période d’instabilité politique et de chaos. Le pays se divise alors en une multitude de gouvernements régionaux, opposés les uns aux autres. Du fait de cette situation, le protocole de Corfou ne permet pas de restaurer la paix en Épire et des conflits armés sporadiques continuent à se produire. Le prince Guillaume de Wied et sa famille choisissent donc de quitter le pays le 3 septembre. Les jours suivants, une unité épirote organise, sans l’aval du gouvernement autonome, une attaque contre la garnison albanaise présente à Berat. Elle parvient alors à capturer la citadelle durant quelques jours, tandis que les troupes albanaises loyales à Essad Pacha organisent en représailles des opérations militaires à petite échelle.
En Grèce, le gouvernement d’Elefthérios Venizélos s’inquiète de la situation albanaise : il craint en effet que l’instabilité du pays ne débouche sur un conflit plus large. Des massacres interethniques, touchant successivement les chrétiens et les musulmans se produisent et de nombreux Épirotes viennent trouver refuge dans le royaume hellène. Après avoir reçu l’approbation des grandes puissances, qui lui signifient toutefois le caractère temporaire de son droit d’intervention, Athènes envoie donc son armée en Épire du Nord le 27 octobre 1914. Quelques jours plus tard, l’Italie profite des événements pour intervenir à son tour sur le territoire albanais et occuper militairement la ville de Vlora et l’île de Sazan, situées dans la région stratégique du canal d'Otrante.
Satisfaits du retour de l’armée grecque et considérant qu’ils sont parvenus à mettre en œuvre l’énosis, les représentants de la république autonome d’Épire du Nord dissolvent alors les institutions qu’ils avaient mises en place. L'ancien chef des autonomistes, Geórgios Christákis-Zográfos, redevient d'ailleurs ministre des Affaires étrangères de la Grèce quelque temps après.
Tous, dans la région, ne se réjouissent cependant pas du retour des Grecs. Dans le district de Korytsá, des patriotes albanais organisent ainsi la lutte en faveur du retour de leur territoire au sein des frontières de l’Albanie. Or, parmi ces insurgés, certains sont musulmans (comme le chef de bande Salih Budka) mais d’autres se réclament de l’orthodoxie albanaise (comme Themistokli Gërmënji).

## L'Épire du Nord face à la Première Guerre mondiale

### L'occupation grecque (octobre 1914-septembre 1916)

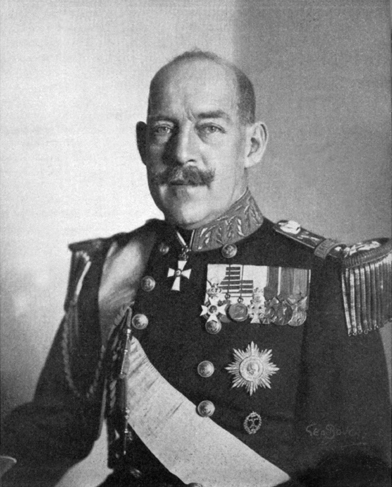
Le roi Constantin Ier de Grèce.

Tandis que la Première Guerre mondiale fait rage dans les Balkans, la Grèce, l’Italie et les puissances de l’Entente décident que le sort de l’Épire du Nord doit être réglé à la fin du conflit. Pourtant, en août 1915, Elefthérios Venizélos proclame, devant le Parlement hellénique, que « seule une faute colossale » pourrait désormais séparer la région du reste de la Grèce.
Après le renvoi du Premier ministre en octobre 1915, le roi des Hellènes Constantin Ier et son nouveau gouvernement sont déterminés à profiter de la situation internationale pour incorporer formellement la région à l’État grec. En décembre 1915, la population de l’Épire du Nord participe ainsi aux élections législatives grecques et envoie 19 représentants à l’Assemblée, à Athènes. Surtout, en mars, l’union de la région au royaume est proclamée officiellement et le territoire est divisé en deux préfectures : Argyrókastro et Korytsá,.

### De l'occupation franco-italienne au retour de Venizélos à Athènes
Le refroidissement des relations diplomatiques entre la Grèce et les puissances de l'Entente ainsi que l’éclatement du Schisme national dans le royaume hellène provoquent de nouveaux bouleversements en Épire du Nord. En septembre 1916, la France et l'Italie décident d'occuper militairement la région et d’en expulser les troupes royalistes grecques. Rome envahit ainsi la préfecture d’Argyrókastro et ne tarde pas à en chasser tous ceux qu’elle considère comme des partisans de l’hellénisme. Le métropolite orthodoxe Basil d’Argyrokastro est ainsi expulsé de son évêché tandis que quatre-vingt-dix leaders grecs de la région d’Himara (dont le maire de la ville) sont déportés sur l’île de Favignana ou en Libye.

Le drapeau de la république de Koritsa, fondée par les Français.

De son côté, la France envisage un moment de remplacer, dans le district de Korytsá, les fonctionnaires royalistes grecs par des vénizélistes mais, l’anarchie s’intensifiant dans la région, elle lui impose finalement une domination plus directe,. Sous l'égide du général Maurice Sarrail et de son représentant le colonel Descoins, la ville et ses environs obtiennent d'ailleurs leurs propres institutions autonomes et forment la « république de Korça » (ou « république de Kortcha »). Dans cette nouvelle entité politique, les musulmans, majoritaires (avec 122 315 habitants), sont représentés à parité avec les chrétiens (82 245 habitants). L'albanais y devient la seule langue officielle et les écoles grecques sont fermées.
Le renversement du roi Constantin Ier et l’entrée en guerre officielle de la Grèce aux côtés des Alliés en juin 1917 permettent cependant à Athènes de reprendre l’avantage en Épire. De retour au pouvoir, Venizélos obtient en effet le retrait progressif des forces italiennes de la partie sud de la région (officiellement grecque en 1913. Mais, malgré les plaintes du Premier ministre grec, Rome poursuit son occupation de la préfecture d'Argyrókastro (officiellement albanaise en 1913). Quant à la « république de Korytsá », son autonomie est largement réduite par les Français le 27 septembre 1917, avant d'être finalement dissoute le 16 février 1918.

## De la Conférence de la Paix au Congrès de Lushnjë

### L'Épire du Nord et l'Albanie à la fin de la Grande guerre
Lorsque la Première Guerre mondiale prend fin, en novembre 1918, l’Épire du Nord est en proie aux appétits territoriaux d’au moins quatre pays. Outre l’Albanie, à qui la région a été octroyée avant la guerre, il y a d’abord la Grèce, qui avance des liens nationaux avec sa population pour justifier ses revendications. Vient ensuite l’Italie, qui désire s'établir sur une partie du territoire afin de mieux contrôler la mer Adriatique. Enfin, et dans une bien moindre mesure, il y a la France, ou plutôt l'armée française, qui envisage de profiter de sa présence à Korytsá pour exercer une influence sur les Balkans,.
Naturellement, ces revendications contradictoires provoquent des tensions entre les puissances. Elles soulèvent en outre l’indignation des patriotes albanais, déjà choqués par la présence militaire serbo-croato-slovène dans le Nord de leur pays (région de Shkodër). C'est la raison pour laquelle la question de l'Épire du Nord est l'un des sujets épineux confiés à la Conférence de la paix de Paris en 1919.

### Venizélos tente de convaincre la Conférence de la Paix

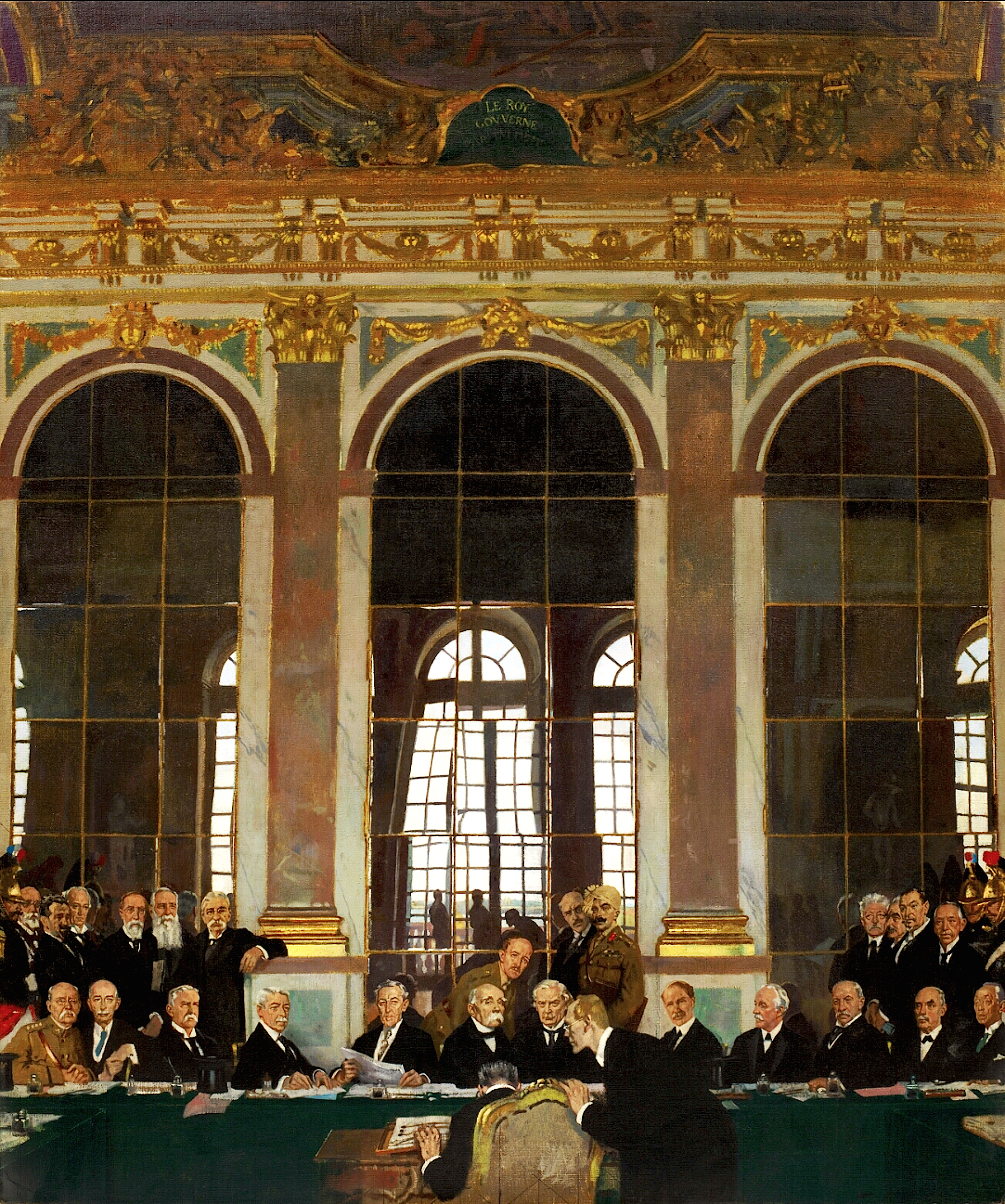
La signature du traité de Versailles. Venizélos est le deuxième, debout, en partant de la gauche.

Avant même le début de la Conférence de la paix, le Premier ministre grec Elefthérios Venizélos fait connaître les demandes de son pays aux Alliés dans un « Mémoire », le 30 décembre 1918. Parmi les territoires que l’homme politique revendique pour son pays, l’Épire du Nord, où vivent 151 000 orthodoxes, tient une bonne place. Venizélos se montre cependant prêt à abandonner une partie de la région, comme la zone de Tepelen, afin d’en conserver l’essentiel. Pour qu'on ne lui oppose pas l'argument que les Grecs d'Albanie parlent l’albanais plus que le grec, il rappelle que l'argument de la langue pour rattacher une région est un argument allemand. C'est une référence à peine dissimulée au problème de l'Alsace-Lorraine : française par choix pour les Français ; allemande linguistiquement pour les Allemands. Venizélos précise que des chefs de la guerre d'indépendance grecque ou des membres de son gouvernement, comme le général Danglís ou l'amiral Koundouriótis, ont eux aussi l'albanais comme langue maternelle, mais se sentent pourtant totalement grecs,.
Pendant la conférence, une commission spécifique, dite « des affaires grecques », est présidée par Jules Cambon. Là, l'Italie exprime son opposition au point de vue de Venizélos, principalement sur la question de l'Épire du Nord. La France apporte son soutien entier au Premier ministre grec, tandis que le Royaume-Uni et les États-Unis adoptent une position neutre. Venizélos utilise un argument inspiré du président Wilson : la volonté des peuples. Il rappelle qu'en 1914, un gouvernement autonomiste s’est mis en place dans la région, qui exprimait ainsi sa volonté d'être grecque. Il ajoute un argument économique : selon lui, l'Épire du Nord est plutôt tournée vers la Grèce que vers l'Albanie.
Le 29 juillet 1919, un accord secret est finalement signé entre Elefthérios Venizélos et le ministre des Affaires étrangères italien Tommaso Tittoni. Il règle les problèmes entre les deux pays et cède l'Épire du Nord à la Grèce. En échange, celle-ci promet de soutenir les revendications italiennes sur le reste de l'Albanie. Le 14 janvier 1920, la session de la Conférence, présidée par Georges Clemenceau, entérine l'accord Tittoni-Venizélos, en précisant que son application est suspendue au règlement du conflit entre l'Italie et la Yougoslavie,.

### Le congrès de Lushnjë et la réaction albanaise

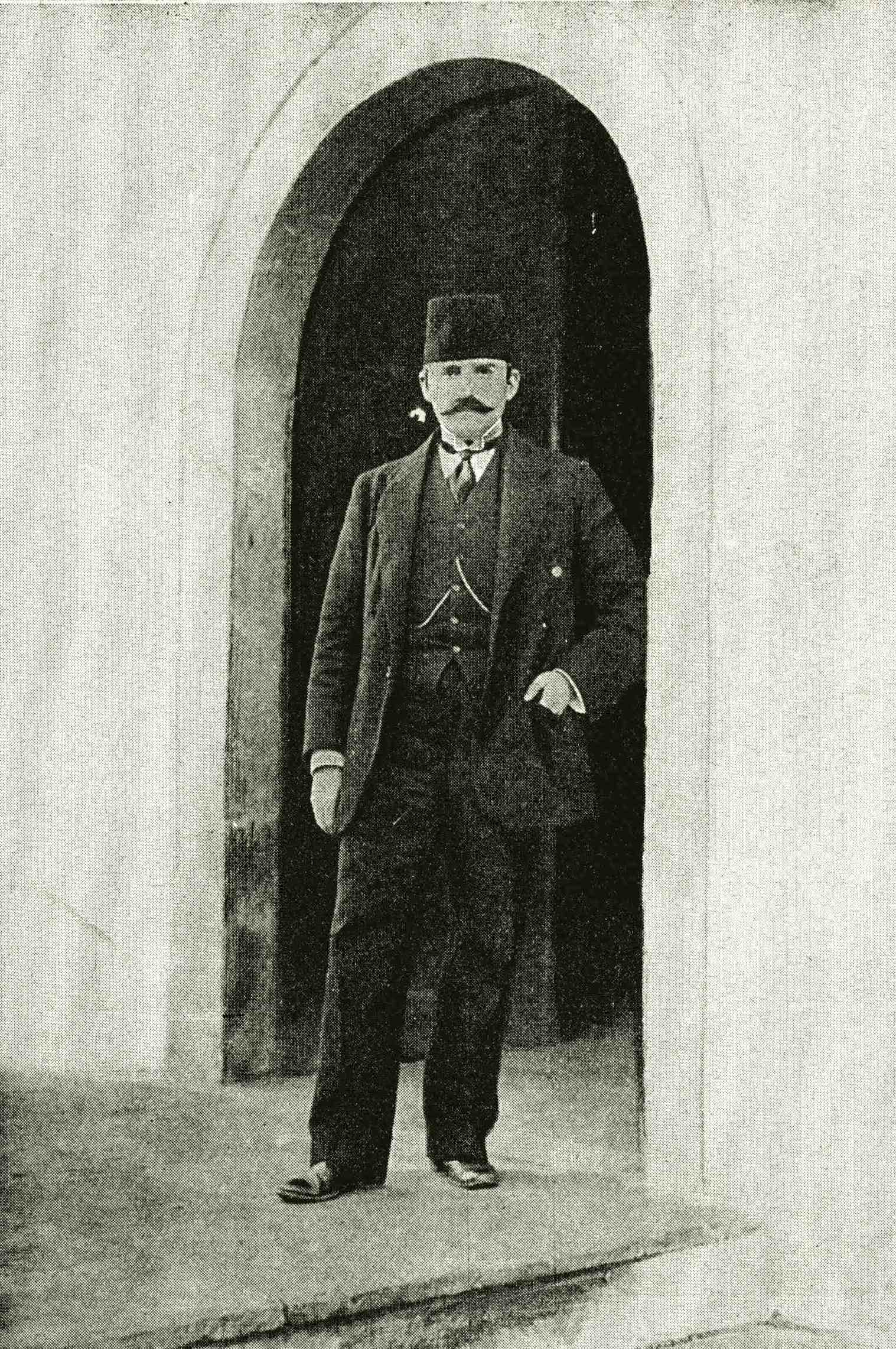
Essad Pacha Toptani (assassiné en 1920) symbolise la division des Albanais au sortir de la guerre.

Inaudibles face aux représentants des grandes puissances et discrédités par la division de leurs chefs, les délégués albanais cherchent à obtenir un compromis avec les Alliés. Mais, dans leur pays même, cette attitude indispose les nationalistes, déjà outrés par la révélation des clauses du Pacte de Londres de 1915 qui prévoyait de démanteler l’Albanie au profit de ses voisins. Du 21 janvier au 9 février 1920, un congrès national est donc réuni à Lushnjë, dans le centre du pays. Là, cinquante-six délégués, dont certains viennent de Korytsá et de Vlora, mettent en place les bases d’un nouveau gouvernement.
Le 29 janvier, le congrès adresse à la Conférence de la Paix et à Rome une protestation officielle contre l’attitude des puissances. Les délégués albanais dénoncent les projets de partition de leur pays et rejettent fermement toute idée de protectorat italien. Ils informent par ailleurs les puissances de la détermination de leur peuple à combattre par les armes toute tentative de domination étrangère et cela jusqu’à l’indépendance totale de l’Albanie. Enfin, ils envoient à Paris de nouveaux délégués, conduits par le chrétien orthodoxe Pandeli Evangjeli, afin d'y défendre les intérêts de la nation albanaise.

## L'Albanie s'impose dans la région

### Les Albanais reprennent Korytsá (Korçë)
En mars 1920, les troupes françaises commencent à évacuer la république de Korça. Immédiatement, l’armée grecque entreprend de les remplacer afin d’empêcher les Albanais de s’imposer en Épire. Cependant, le plan hellène est divulgué aux Albanais par le major français Reynard Lespinasse. Le gouvernement provisoire envoie alors 7 000 hommes armés dans la région pour empêcher les Grecs de traverser la frontière. Des coups de feu sont tirés entre les deux troupes et le plan grec de capture de la ville sans coup férir échoue donc. Des rumeurs circulent alors selon lesquelles les musulmans, craignant l'entrée imminente des troupes grecques dans la ville, menaceraient de massacrer la population chrétienne. Pour éviter un bain de sang, les Grecs se rangent à l'avis des gouvernements français et britannique et renoncent à occuper la ville après le départ des Français. Un protocole provisoire est donc signé entre les deux forces dans le village de Kapshticë. Athènes accepte le statu quo et reconnaît que c’est à la Conférence de la Paix de décider du sort de l’Épire du Nord. Elle reçoit en outre l’autorisation d’occuper militairement vingt-six villages hellénophones situés au sud-est de Korytsá. En échange, les Albanais occupent le reste du district mais promettent de protéger la minorité grecque, ses écoles et sa liberté d’expression.

### Le retournement de l'Italie et la décision de la Conférence des Ambassadeurs
Le 17 mai 1920, le Sénat des États-Unis reconnaît les droits de la Grèce sur l'Épire du Nord, dans le cadre de l'accord Tittoni-Venizélos. Pour Athènes, c’est une grande victoire. Malgré tout, la situation est encore loin d’être réglée. Le 29 mai, les forces albanaises parviennent en effet à chasser l’armée italienne de Vlora. Quelques semaines plus tard, Rome accepte de reconnaître l’indépendance albanaise et d’évacuer l’intégralité du territoire afin de conserver la possession de l’île stratégique de Sazan. Dès lors, le gouvernement italien dénonce l’accord conclu avec la Grèce et soutient les intérêts albanais face à la Conférence de la Paix. Devant l'hostilité romaine, la Conférence renvoie donc le problème épirote devant la Conférence des Ambassadeurs,.
Présidée par Paul Cambon, la Conférence des Ambassadeurs confie finalement les districts de Korytsá (Korçë) et d’Argyrókastro (Gjirokastër) à l’Albanie le 9 novembre 1920. Déçue par cette décision mais déjà engagée dans un conflit meurtrier avec la Turquie, la Grèce évacue les 26 villages hellénophones qu’elle occupait et reconnaît la souveraineté de Tirana sur l’Épire du Nord,,.

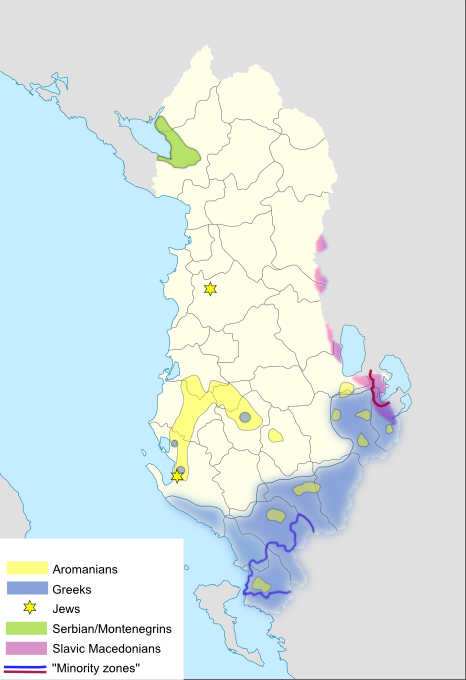
Carte ethnographique de l'Albanie. Les régions colorées en bleu sont celles abritant traditionnellement des populations grecques. Les zones entourées de bleu et de mauve sont celles reconnues par le gouvernement albanais comme appartenant aux minorités grecque et macédonienne slave.

### Une reconnaissance limitée de la minorité grecque
Dès le 2 octobre 1921, le gouvernement albanais d’Ilias Bey Vrioni approuve le Traité de Protection des Minorités Nationales de la Société des Nations.
Cependant, une fois l'Épire du Nord réunie à l'Albanie, le pays ne reconnaît les droits de la minorité grecque que dans des zones très limitées : certaines parties des districts de Gjirokastër (Argyrókastro) et de Sarandë (Aghioi Saranta) ainsi que trois villages autour d’Himarë (Himara). Contrairement au protocole de Corfou, qui faisait de l’Épire du Nord une région autonome, la reconnaissance de la minorité grecque épirote par le gouvernement n’aboutit à aucune forme d'autonomie locale. De fait, les écoles grecques de la région sont même fermées par le pouvoir jusqu’en 1935.

## Historiographie et postérité du mouvement autonomiste
Selon les sources albanaises, mais aussi italiennes et austro-hongroises de l’époque, le mouvement autonomiste épirote était le fait de l’État grec, aidé par une minorité des habitants de la région, et a provoqué l’instabilité et le chaos dans toute l’Albanie. Dans l’historiographie albanaise, le protocole de Corfou est souvent à peine mentionné. Mais, quand il est évoqué, le protocole est considéré comme une tentative de division de l’État albanais et comme la preuve que les grandes puissances européennes ne reconnaissaient pas l’intégrité nationale albanaise.
Avec la ratification du protocole de Corfou en 1914, les expressions « Épire du Nord », qui était le nom officiel du gouvernement autonome, et, par conséquent, « Épirotes du Nord », ont acquis un statut officiel. Cependant, après 1921, lorsque la région a finalement été cédée à l’Albanie, ces termes ont été associés à l’irrédentisme grec et ont perdu tout statut légal du côté des autorités de Tirana. De fait, après cette date, toute personne qui utilisait ces expressions en Albanie était considérée comme « un ennemi de l’État ».
La question de l’autonomie épirote est restée au centre des relations diplomatiques gréco-albanaises. Désireux de résoudre le problème, le secrétaire général de l’Union soviétique Nikita Khrouchtchev a demandé, dans les années 1960, au chef de l’État albanais Enver Hoxha d’octroyer l’autonomie à la minorité grecque de la région mais cette initiative est restée sans lendemain,. En 1991, après la chute du régime communiste albanais, le chef de l’organisation Omonoia, représentant la minorité grecque du pays, a demandé l’autonomie de l’Épire du Nord, avec l’argument que les droits conférés par la constitution albanaise à la communauté hellène étaient très précaires. Mais la proposition a une nouvelle fois été rejetée, poussant certains Épirotes à se radicaliser et à demander le rattachement de leur région à la Grèce.
Deux ans plus tard, en 1993, lorsque le chef d’Omonoia a expliqué publiquement que le but de la minorité grecque était d’obtenir la création d’une région autonome à l’intérieur de la république albanaise sur la base du protocole de Corfou, il a été immédiatement arrêté par la police de Tirana. En 1997, certains analystes albanais, comme Zef Preci, de l’Albanian Center for Economic Research, estimaient que le risque de sécession de l’Épire du Nord était encore bien vivant.

#### Histoire de l'Épire du Nord et de la question épirote
- (en) Nataša Gregorič Bon, Contested Spaces and Negotiated Identities in Dhërmi/Drimades of Himarë/Himara Area, Southern Albania, Nova Gorica, University of Nova Gorica Graduate School, 2008 (lire en ligne [PDF]).
- (fr) Stefan Popescu, « Les Français et la république de Kortcha (1916-1920) », Guerres mondiales et conflits contemporains, vol. 1, no 213,‎ 2004, p. 77-87 (lire en ligne).
- (en) Pyrrhus J. Ruches, Albania's captives, Chicago, Argonaut, 1965.
- Edith Pierpont Stickney, Southern Albania or Northern Epirus in European International Affairs, 1912-1923, Stanford University Press, 1926.
- (en) Tom Winnifrith, Badlands-borderlands : a history of Northern Epirus/Southern Albania, Londres, Duckworth, 2002, 219 p. (ISBN 978-0-715-63201-7, OCLC 796056855).

#### Histoire des Balkans, de l'Albanie et de la Grèce
- (en) An index of events in the military history of the Greek nation, Athènes, Army History Directorate, 1998, 506 p. (ISBN 978-9-607-89727-5, OCLC 475469625)
- (de) Katrin Boeckh, Von den Balkankriegen zum Ersten Weltkrieg: Kleinstaatenpolitik und ethnische Selbstbestimmung auf dem Balkan, Wissenschaftsverlag, Oldenbourg, 1996  (ISBN 9783486561739)
- (en) George H. Chase, Greece of Tomorrow, Gardiner Press, 2007.  (ISBN 9781406707588)
- Édouard Driault et Michel Lhéritier, Histoire diplomatique de la Grèce de 1821 à nos jours, t. III, IV et V, Histoire diplomatique de la Grèce de 1821 à nos jours, PUF, 1926 (lire en ligne).
- (en) Misha Glenny, The Balkans : Nationalism, War, and the Great Powers, 1804-1999, New York, Viking, 2000, 726 p. (ISBN 978-0-670-85338-0 et 978-0-140-23377-3, OCLC 695555751)
- (en) Nicola Guy, « The Albanian Question in British Policy and the Italian Intervention, August 1914-April 1915 » dans Diplomacy & Statecraft, Volume 18, Issue 1, 2007
- (de) Valeria Heuberger, Arnold Suppan et Elisabeth Vyslonzil, Brennpunkt Osteuropa : Minderheiten im Kreuzfeuer des Nationalismus, Vienne, Verlag für Geschichte und Politik R. Oldenbourg, 1996, 340 p. (ISBN 978-3-486-56182-1, lire en ligne)
- (en) Basil Kondis, Greece and Albania 1908-1914, Thessalonique, Institute for Balkan Studies, 1976, 224 p.
- (en) William Miller, The Ottoman empire and its successors, 1801-1927, Abingdon, Oxon, Frank Cass, 1966, 636 p. (ISBN 978-0-714-61974-3, 978-0-203-04253-3 et 978-1-136-26039-1, OCLC 7385551832, lire en ligne).
- (en) Owen Pearson, Albania and King Zog : independence, republic and monarchy 1908-1939, London New York, NY, Centre for Albanian Studies in association with IB Tauris Publishers, coll. « Albania in the twentieth century » (no 1), 2004, 585 p. (ISBN 978-1-845-11013-0, OCLC 433607033, lire en ligne).
- Stefan Popescu, « L’Albanie dans la Politique Étrangère de la France, 1919-1940 », Valahian Journal of Historical Studies, nos 1/2004,‎ 2004, p. 20-58 (lire en ligne)
- (en) Jacob Gould Schurman, The Balkan Wars: 1912-1913, 1916 (lire en ligne)

#### Biographie de personnalité liée à la question épirote
- (en) Paschalis Kitromilides, Eleftherios Venizelos : The Trials of Statesmanship, Édimbourg, Edinburgh University Press, 2008 (ISBN 9780748633647).